# Горака
Горака (груз. გორაკა) — село в Грузии, на территории Каспского муниципалитета края (мхаре) Шида-Картли.

## География
Село находится в центральной части Грузии, на левом берегу реки Лехуры, на расстоянии приблизительно 10 километров (по прямой) к северо-северо-западу от города Каспи, административного центра муниципалитета. Абсолютная высота — 790 метров над уровнем моря.

## Население
По результатам официальной переписи населения 2014 года, в Гораке проживало 55 человек (24 мужчины и 31 женщина). В национальной структуре населения грузины составляли 69,1 %, осетины — 30,9 %.
| Год  | Население, человек |
| ---- | ------------------ |
| 2002 | 86                 |
| 2014 | ↘ 55               |